# 前305年
| 千纪： | 前1千纪 |
| 世纪： | 前5世纪 \| 前4世纪 \| 前3世纪 |
| 年代： | 前330年代 \| 前320年代 \| 前310年代 \| 前300年代 \| 前290年代 \| 前280年代 \| 前270年代                                                                       |
| 年份： | 前310年 \| 前309年 \| 前308年 \| 前307年 \| 前306年 \| 前305年 \| 前304年 \| 前303年 \| 前302年 \| 前301年 \| 前300年                                         |
| 纪年： | 周赧王十年 魯平公十八年 齊宣王十五年 趙武靈王二十一年 魏襄王十四年 韓襄王七年 秦昭襄王二年 楚懷王二十四年 宋康王二十四年 衛嗣君三十年 燕昭王九年 中山王𧊒五年 |

## 大事記
- 彗星出現。
- 趙武靈王伐中山，取丹丘、爽陽、鴻之塞，又取鄗、石邑、封龍、東垣。中山獻四邑以和。
- 秦宣太后異父弟曰穰侯魏冉，同父弟曰華陽君羋戎；王之同母弟曰高陵君、涇陽君。
- 魏冉最賢，自秦惠文王、秦武王時，任職用事。武王薨，諸弟爭立，唯魏冉力能立秦昭襄王。昭王即位，以冉為將軍，衛咸陽。是歲，庶長壯及大臣、諸公子謀作亂，魏冉誅之；及惠文后皆不得良死，悼武王后出歸於魏，王兄弟不善者，魏冉皆滅之。王少，宣太后自治事，任魏冉為政，威震秦國。
- 塞琉古一世率軍入侵孔雀王朝的旁遮普，迫使遠征途中的旃陀羅笈多回師與其決戰。

## 出生
- 鄒衍，齊國人，陰陽家學派創始者。